# Sejlflod
Sejlflod é um município da Dinamarca, localizado na região norte, no condado de Nordjutlândia.
O município tem uma área de 208 km² e uma  população de 9 401 habitantes, segundo o censo de 2004.